# Rukevník východní
Rukevník východní (Bunias orientalis) je statná, žlutě kvetoucí plevelná rostlina která se asi před 150 léty dostala náhodně do České republiky kde se nyní rychle rozrůstá. Je to invazní druh z nevelkého rodu rukevník.

## Rozšíření
Rostlina je hodna svého druhového jména (východní), pochází totiž z východních oblasti, tj. z Kavkazu a jihozápadu Ruska odkud byla zavlečena na rozsáhlá území od západní Sibiře po Dálný východ, do téměř celé Evropy i na severovýchod Severní Ameriky. Tento neofyt byl v přírodě České republiky poprvé zaznamenán v roce 1856 a dále se šířil s obilím z východu Evropy. Hodně se rozmnožil hlavně po 2. světové válce kdy byla jeho zdomácněla populace posilována nechtěným zavlékáním nových semen v dováženém obilí.
Lokálně je rukevník východní hojný, hlavně v okolí Prahy, Plzně, ve středním a dolním Polabí, na jižní Moravě, Hané a Ostravsku. Místy má jeho šíření až invazní charakter, např. v okolí větších měst nebo železničních a silničních koridorů, ve výše položených chladných územích se ale téměř nevyskytuje. Je to rostlina pocházející z luk, polí a neobdělávaných mezí která se v Česku často šíří i mimo zemědělské pozemky do míst poznamenaných lidskou činností, okolo cest a železnic, na říční břehy, skládky, výsypky, rumiště, nádvořích, opuštěné plochy; na výběr půdy a stanoviště není náročná.

## Popis
Statná dvouletá až víceletá rostlina dosahující v závislosti na půdních podmínkách do výše 30 až 120 cm. Její přímá, v horní části hustě rozvětvená lodyha vyrůstající z dlouhého vřetenovitého kořene, je lysá nebo častěji roztroušeně porostlá jednoduchými chlupy. Listy v přízemní růžici, které vyrostou prvým rokem, jsou krátce stopkaté nebo přisedlé, v obrysu podlouhlé či lyrovité, peřenodílné, hrubě zubaté s posledním velkým úkrojkem. Lodyžní listy jsou podobné přízemním, směrem vzhůru jsou obvykle méně hluboce dělené. Všechny listy jsou lysé, jen na okrajích bývají řídce chlupaté.
Světle žluté květy na tenkých odstálých stopkách vyrůstají ve velkém počtu v konečných hroznovitých květenstvích. Rostlina poskytuje opylovačům, převážně včelám, hodně nektaru. Kališní lístky dlouhé asi 4 mm jsou úzce vejčité a převážně lysé. Korunní lístky, až dvojnásobně dlouhé než kališní, mají citrónově žlutou barvu a jsou obvejčitého tvaru s dlouhým nehtem. Kvetou od května do srpna. Ploidie druhu je 2n = 14.
Plody vyrůstající na odstálých stopkách jsou oblé, nesouměrně vejčité, nepukavé šešulky asi 6 mm dlouhé, na povrchu jsou drobně bradavčité a na konci je hrubý, asi 1 mm dlouhý ohnutý zobáček. Šešulka má jedno až dvě pouzdra po jednom semeni které je asi 2 mm velké, světlehnědé, vejčité až okrouhlé a z jedné strany zploštělé.

## Rozmnožování
Rukevník východní se rozmnožuje semeny i úlomky kořenů, na zdatné rostlině uzrává i přes tisíc šešulek. Semena mohou vyklíčit až je jejich pevné oplodí narušeno a vlhkost má k semenu přístup. Klíčí proto velmi nepravidelně a semena si podržují klíčivost po řadu let. Nejlépe klíčí přikrytá půdou v hloubce do 7 cm.
V prvém roce se vyvine kořen dlouhý asi 30 cm a listová růžice. Druhým rokem se kořen potahuje až do hloubky 70 cm a vyrůstá kvetoucí lodyha. Kořen většinou vytváří nahoře více hlav, u starších rostlin je jich až deset a jejich kořeny mohou dosahovat do hloubky až 150 cm. Na horní části kořene se vytvářejí pupeny ze kterých při rozlámání kořene, způsobené třeba orbou, vyrostou nové lodyhy a rostlina se takto může vegetativně rozmnožit po celém poli. Při snaze odstranit starší rostliny je nutno seřezat kořen hlouběji než 30 cm, jinak ze zbytku kořene opět vyraší nové lodyhy.

## Význam
Rostlina je považována za plevel který sice není nebezpečný, ale poslední dobou se rychle šíří. Není-li huben, vytváří velké stínící trsy, naštěstí však většinou rostliny vyrůstají jednotlivě. Roste v obilí i vytrvalých pícninách, posekání mu neškodí neboť nové lodyhy opět silně obráží. Zralé šešule procházejí zažívacím ústrojím zvířat nepoškozeny, takže se šíří i chlévským hnojem. Píce z dospělých rostlin je tvrdá a pro dobytek nechutná. Naopak mladé listy jsou v místech původu rukevníku východního používány jako salát. Kvetoucí rostlina je silně medonosná.

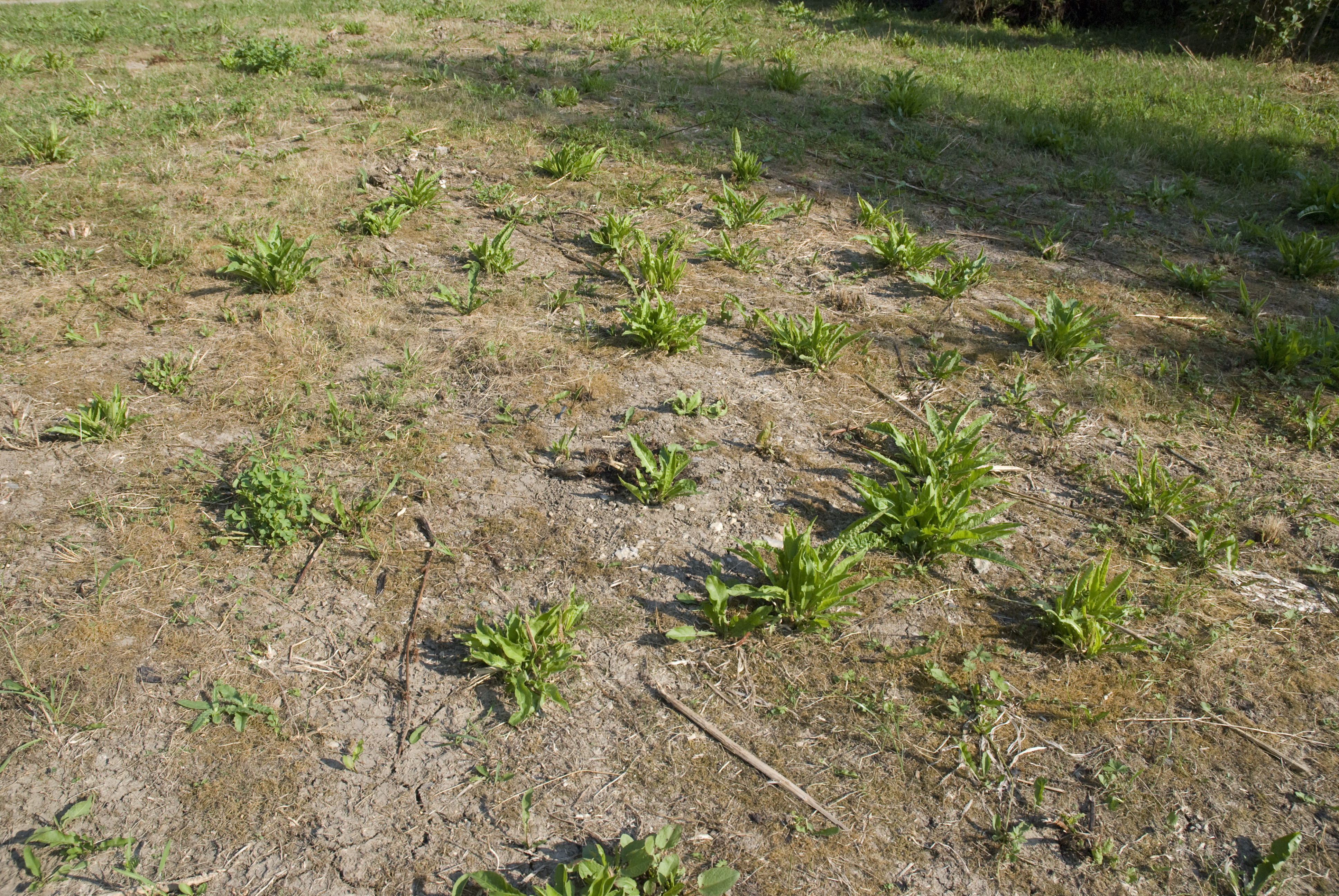
Listové růžice v prvém roce
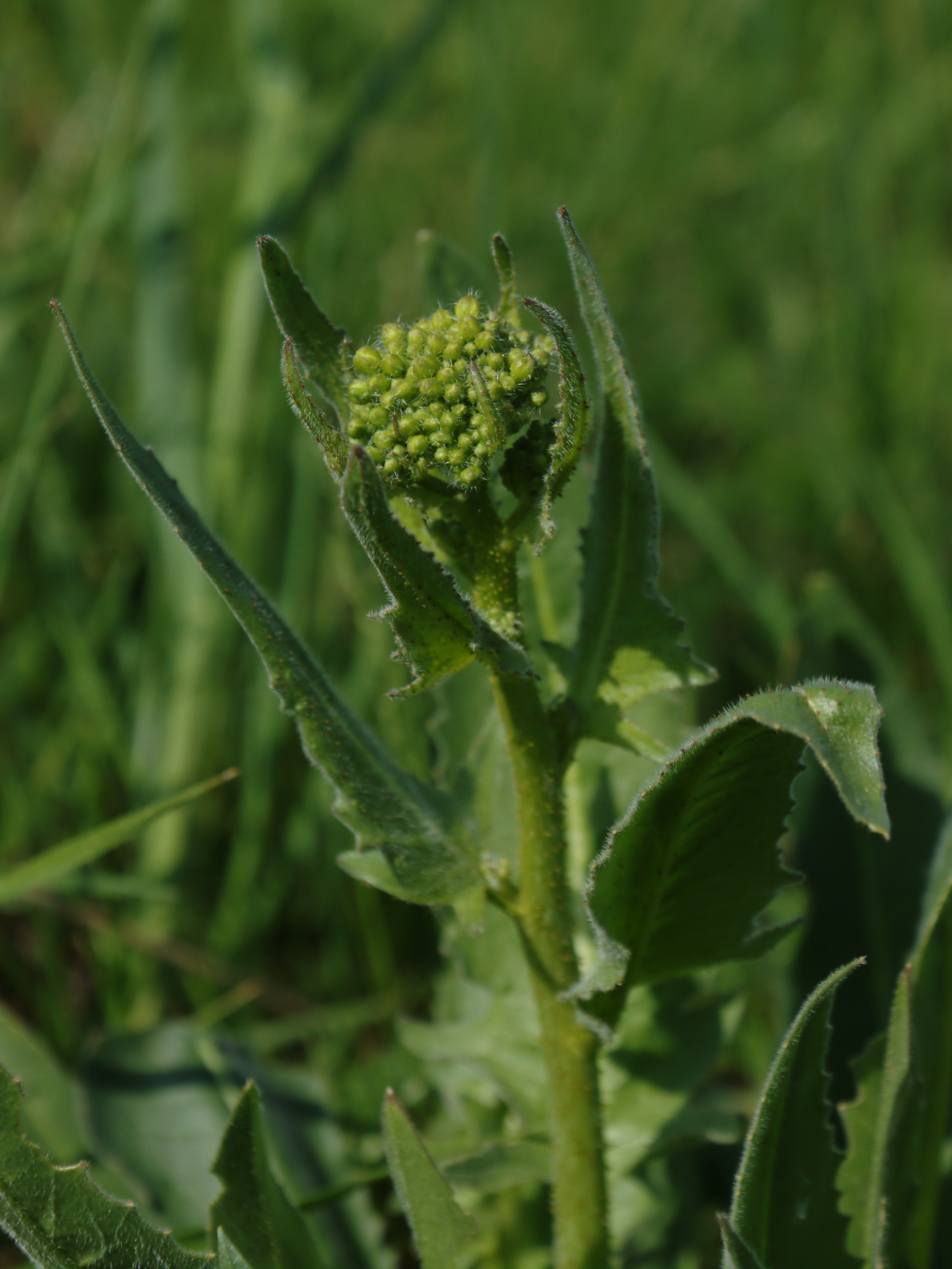
Nerozvité květenství
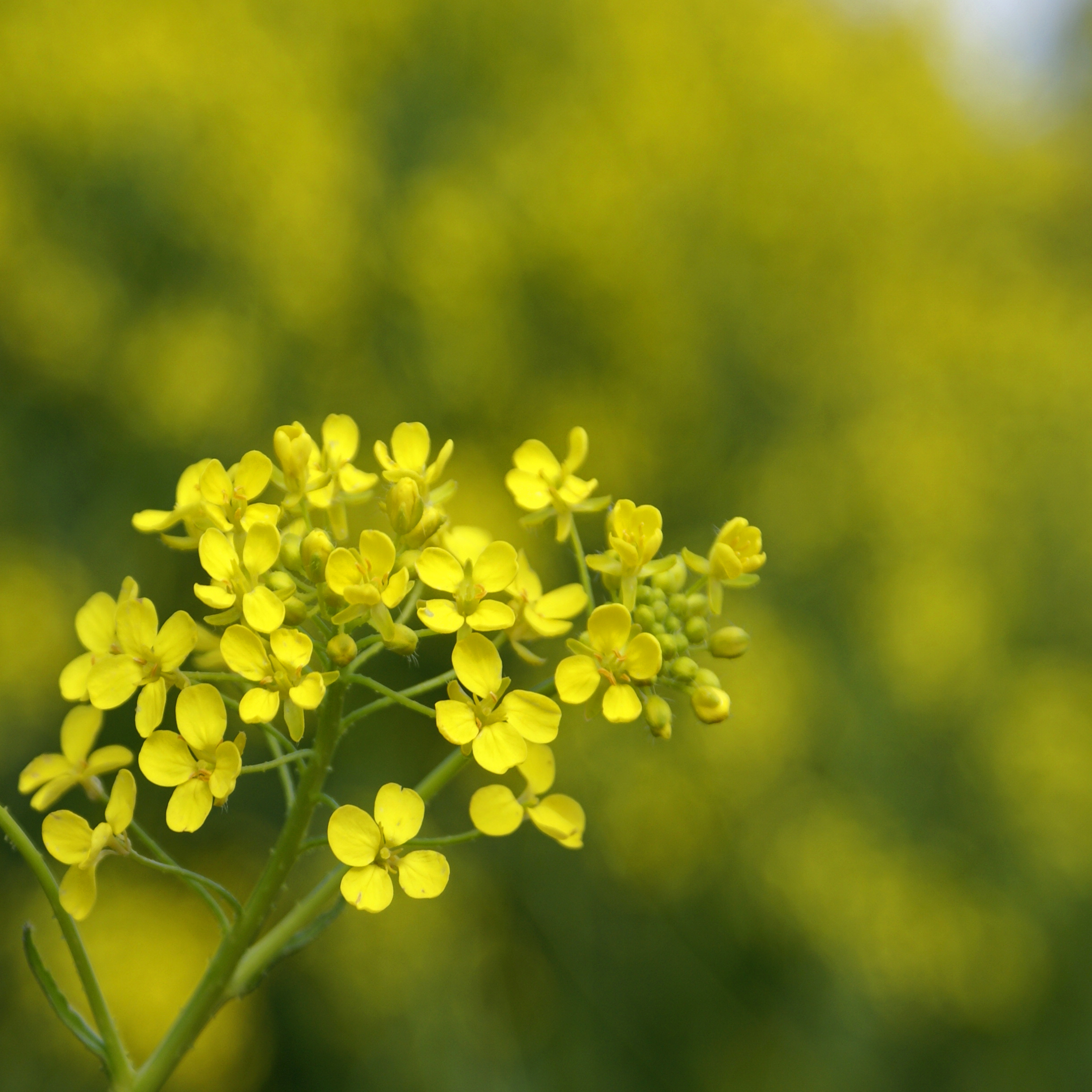
Květy zblízka
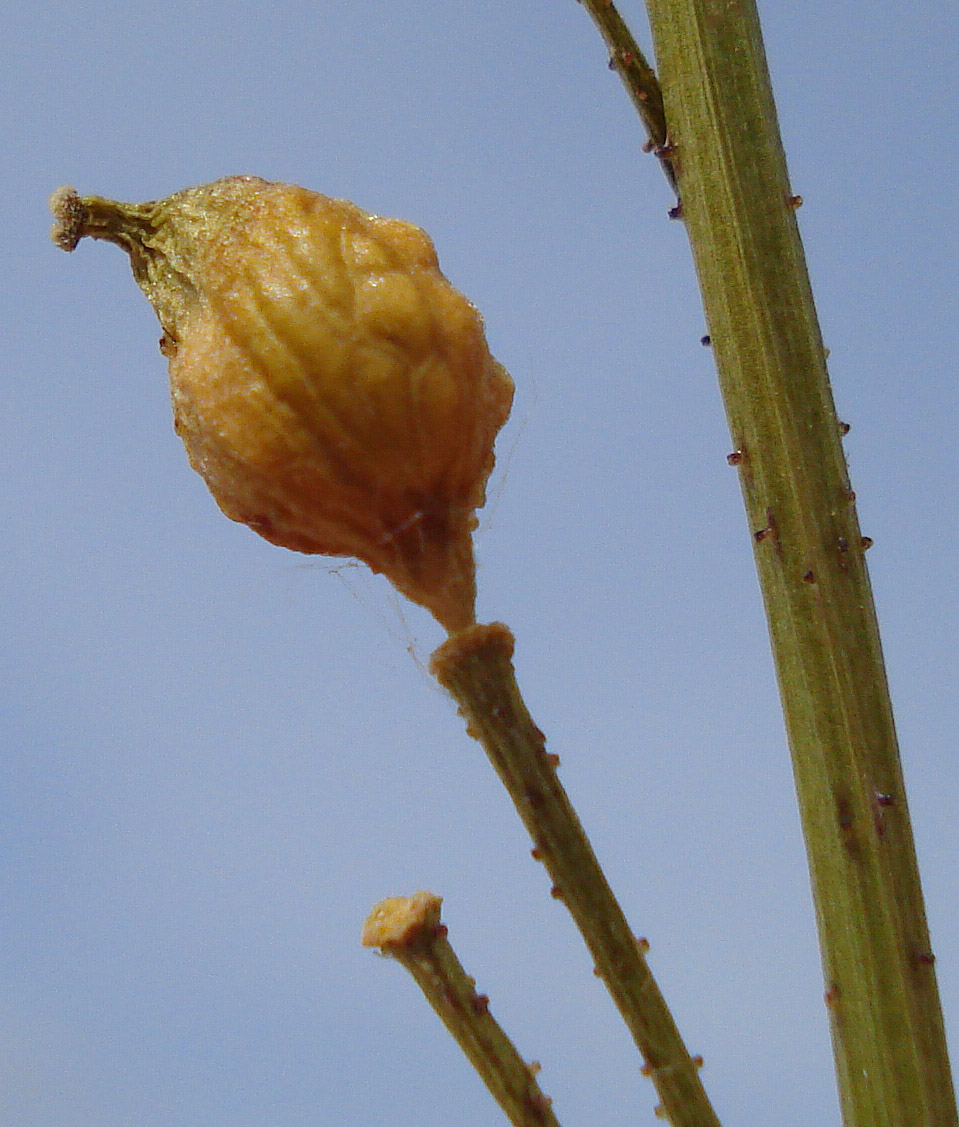
Zralá šešulka